# Санктуарий Мадонны Святого Луки
Санктуарий Мадонны Святого Луки (итал. Il santuario della Madonna di San Luca) — санктуарий (католическое святилище), посвящённый особо почитаемой иконе Девы Марии с Младенцем, по преданию, написанной самим евангелистом Лукой. Санктуарий возвышается на Караульном Холме (итал. Colle della Guardia) в 300 метрах над уровнем моря юго-западнее исторического центра Болоньи, Эмилия-Романья, Италия. Является центром паломничества. К святилищу ведёт крытая галерея протяжённостью 3,5 км, начинающаяся сразу от болонских городских ворот Сарагоцца.

## История
Первое изложение легенды, касающейся прибытия особо чтимой иконы Богоматери с Младенцем, относится к XV веку и принадлежит болонскому юристу Грацьоло Аккаризи (итал. Graziolo Accarisi). Он рассказал о греческом отшельнике, который совершил паломничество в Константинополь и получил от священников собора Святой Софии икону, написанную евангелистом Лукой, с тем чтобы он отвёз её на «Караульный холм» (Colle della Guardia), как то было указано в надписи на самой иконе. Отшельник направился в поисках холма в Рим, где от болонского сенатора узнал, что такая гора есть в окрестностях Болоньи. Он доставил икону в Болонью, где был принят гражданскими властями, и в ходе торжественной процессии икона была отнесена на этот холм.
Со временем легенда обросла подробностями. В 1539 году Леандро Альберти (итал. Leandro Alberti) в Chronichetta della gloriosa Madonna di San Luca указал на 1160 год как год прибытия иконы. Монах Томмазо Феррари в 1604 году упомянул об участии в обретении иконы болонского епископа Джерардо Грасси (итал. Gerardo Grassi). Наконец, фальшивый документ, датированный 8 мая 1160 г., поведал о передаче иконы епископом Грасси двум сестрам, Аццолине и Беатриче, дочерям Рамбертино Гуеци (Rambertino Guezi), основавшим в 1143 году скит на Караульном Холме, посвященный святому Луке. Этот последний документ называл и имя паломника: Teocle Kmnya (или Kamnia).
Более надёжные документы указывают, что скит возник на Караульном холме лишь в 1192 году по желанию Анджелики Бонфантини, дочери Каикле ди Бонфантино, и в 1194 году здесь была заложена первая церковь, благословлённая папой Целестином III.
В 1278 году монахини, руководствовавшиеся «Уставом святого Августина», перешли в доминиканский орден, а в 1290 году возле Сарагосских ворот был учрежден новый женский монастырь святого Матфия, перенесённый в 1376 году внутрь городских стен (via Sant'Isaia, 18). Обоими сообществами монахинь руководила одна игуменья, жившая в монастыре святого Матфия.
После нескольких десятилетий упадка, обусловленного политической нестабильностью в Болонье, святилище вновь расцвело благодаря притоку паломников, возросшему вследствие так называемого «чуда дождя», которое произошло 5 июля 1433 года, когда процессия, которая несла в город икону, остановила весенние дожди, угрожавшие урожаю.
Многочисленные дары со стороны частных лиц и Compagnia di Santa Maria della Morte, на которую была возложена забота об иконе во время её пребывания в городе, позволили в 1481 году полностью обновить здание санктуария, где хранилась икона. На южной стороне холма оставался монастырь, где жили прибывшие из монастыря святого Матфия монахини, которым была поручена охрана святилища.
Наполеоновские законы 1799 года привели к закрытию доминиканского монастыря святого Матфия, и в 1824 году управление санктуарием перешло к священникам, находящимся в подчинении у архиепископского викария (sacerdoti diocesiani).
В 1815 году начались новые работы по облицовке мрамором главной капеллы и возведению новых мраморных алтарей по проекту Анджело Вентуроли.
В 1874 году Санктуарий Мадонны святого Луки был объявлен национальным памятником, а в 1907 году Папа Пий X присвоил ему статус малой базилики.

## Архитектура
Строительство нынешнего здания было начато в 1723 году в стиле барокко по проекту Карло Франческо Дотти (итал. Carlo Francesco Dotti) и торжественно открыто архиепископом Винченцо Мальвецци 25 марта 1765 г., по окончании работ продолжительностью в 42 года. Купол, фасад и наружные боковые трибуны были закончены Джованни Джакомо Дотти в 1774 году по рисункам, оставленным отцом.
Фасад выполнен в традициях классицизма: огромные пилястры ионического ордера поддерживают треугольный фронтон, под которым открывается большая центральная арка. Огромный эллиптический купол увенчан лантерной (фонарём), в котором на высоте 42 метров располагается небольшая обсерватория.
Портик состоит из двух криволинейных крыльев, которые охватывают площадь перед сантуарием и заканчиваются двумя пятиугольными эдикулами. Входной портал фланкирован статуями евангелистов Луки и Марка работы Бернардино Каметти, созданными в 1716 году и первоначально находившимися в пресвитерии.
В 1815 году были возведены новые мраморные алтари, основанные на рисунках Анджело Вентуроли. В 1922—1950 годах было осуществлено украшение купола.
Дорога, ведущая от болонских городских ворот Сарагоцца к святилищу, была вымощена булыжником в 1589 году. В XVII веке настоятельница святилища Олимпия Боккаферри (Olimpia Boccaferri) распорядилась выстроить вдоль неё пятнадцать капелл.

### Портик
С ростом количества паломников она решила возвести крутую галерею, или портик (Il portico), для защиты от дождя. Первый скромный проект был составлен в 1655 году Камило Сачченти (Camillo Saccenti), но недостаток денежных средств вынудил отложить его. В 1673 году группа частных лиц создала комитет для сбора средств на строительство галереи. В её возведении приняли участие граждане всех сословий, и в 1674—1793 годах она была построена под руководством архитектора Джан Джакомо Монти (Gian Giacomo Monti) и, по его смерти, Франческо Монти Бендини (Francesco Monti Bendini) и Карло Франческо Дотти.
Портик состоит из 666 арок и пятнадцати капелл и имеет общую протяженность в 3796 м, благодаря чему является самым длинным портиком в мире. Его делят на два участка: равнинный, от арки Бонаккорси у ворот Сарагоцца до арки Мелончелло (Meloncello), образованный 316 арками, протяжённостью 1,52 км, и горный, от арки Мелончелло до святилища, образованный 350 арками, между которыми на одинаковом расстоянии друг от друга размещены пятнадцать капелл, общей протяжённостью 2276 м. Использование именно 666 арок не случайно: вероятно, портик символизирует «змея», или же дьявола, раздавленного ногой Девы (Бытие, 3:15).

### Интерьер
Интерьер имеет эллиптический план, в который вписан план в виде греческого креста (образованный центральной осью и двумя большими боковыми капеллами), и имеет возвышенный пресвитерий, наверху которого помещена почитаемая икона Богоматери с Младенцем. Главные арки поддерживаются связками опор, состоящими из трёх колонн коринфского ордера каждая.
Внутри капелл находятся картины итальянских художников: Донато Крети («Коронование Девы Марии» и «Дева Мария и святые покровители Болоньи»), Гвидо Рени (Мадонна Розария), Гверчино (Явление Христа Деве Марии), Доменико Пестрини и многих других. Фрески писали Витторио Марии Бигари и Джузеппе Кассиоли. Лепнина — работа Антонио Боррелло, Джованни Калегари, статуи — Анджело Габриэлло Пио.

## Галерея
- Святилище и портик. Фотография нач. XX века
- Общий вид портика. Фотография нач. XX века
- Святилище по чертежу 1826 года
- Лантерна
- Интерьер
- Главный алтарь